# اشلوسبرگ (لایبنیتس)
اشلوسبرگ (به آلمانی: Schloßberg) یک منطقهٔ مسکونی در اتریش است که در لیبنیتس واقع شده‌است. اشلوسبرگ ۲۹٫۳۱ کیلومتر مربع مساحت دارد ۳۴۶ متر بالاتر از سطح دریا واقع شده‌است.